# Kleiner Tscheremschan
Der Kleine Tscheremschan (russisch Ма́лый Черемша́н; Maly Tscheremschan) ist ein rechter Nebenfluss des Großen Tscheremschan in Tatarstan und in der Oblast Uljanowsk (Russland).
Der Kleine Tscheremschan entspringt 20 km westlich von Nowoscheschminsk in Tatarstan. Er fließt anfangs in westlicher, später in südlicher Richtung.
Der Kleine Tscheremschan hat eine Länge von 192 km. Er entwässert ein Areal von 3190 km². Der Fluss wird hauptsächlich von der Schneeschmelze gespeist.
Der mittlere Abfluss 123 km oberhalb der Mündung beträgt 4,75 m³/s. Bei Hochwasser fließen bis zu 348 m³/s, während bei Trockenheit Abflüsse von 0,06 m³/s möglich sind.
Zwischen November und April ist der Fluss eisbedeckt.